# كاري يونغ
كاري يونغ (بالإنجليزية: Carey Young)‏ هي مصورة أمريكية، ولدت في 1970 في لوساكا في زامبيا.